# Villa del Sole
La villa del Sole est une villa éclectique située dans la commune de Sanremo en Italie.

## Histoire
La villa est construite en 1897 selon le projet conçu par l'architecte Pio Soli. Ce dernier prend inspiration de models décoratifs déjà présents dans autres résidences de la ville comme la villa Mi Sol et la villa Stefania, aussi que de certaines œuvres réalisées par l'architecte français Charles Garnier sur la riviera.
La résidence appartient pendant plusieurs années au duq Pietro d'Acquarone, ministre de la maison royale de 1939 à 1944. La reine Hélène visite occasionnellement la villa pendant ses séjours dans la ville des fleurs.

## Description
Le bâtiment présente un style éclectique d'inspiration Second Empire.

## Galerie d'images

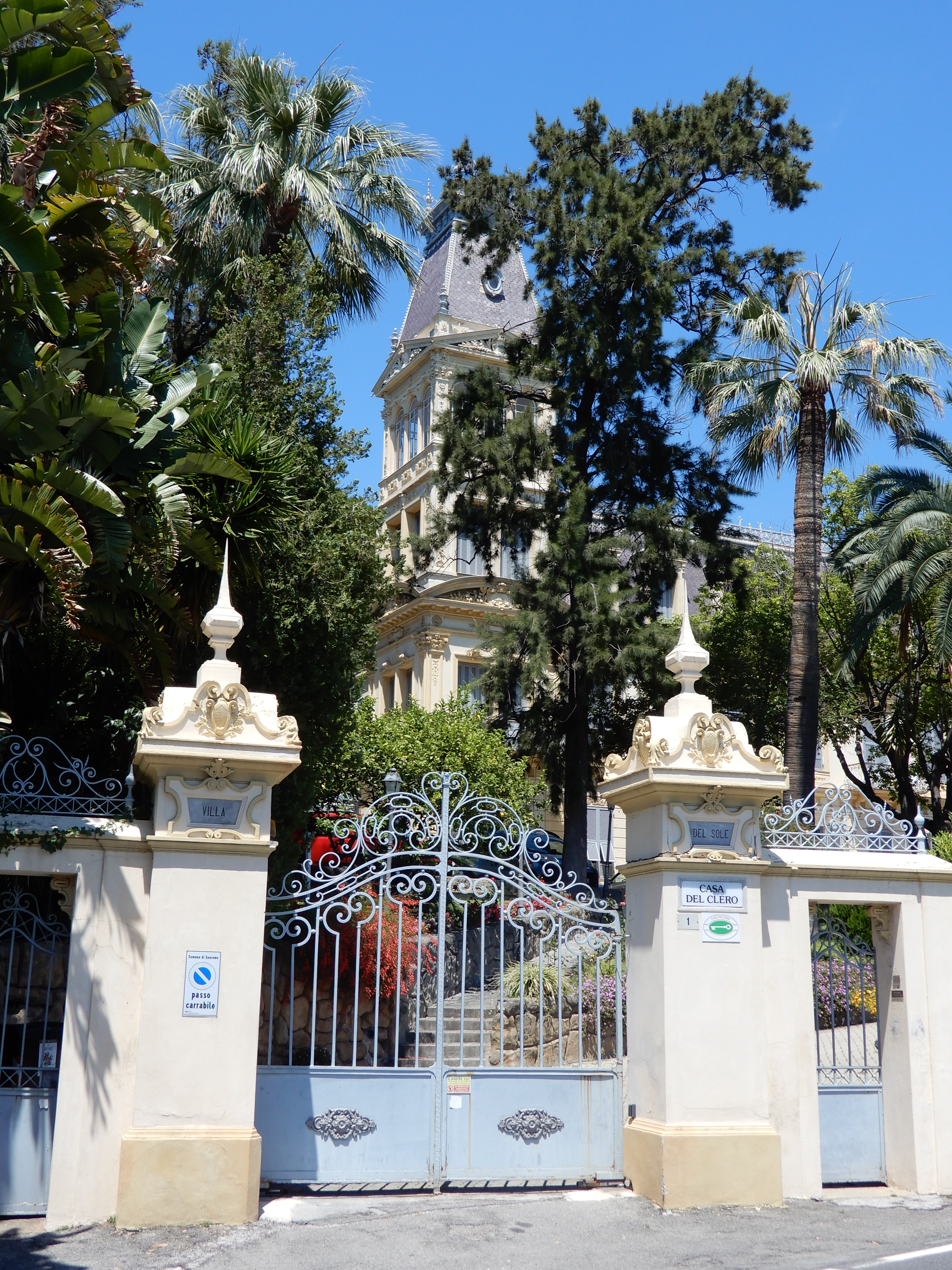
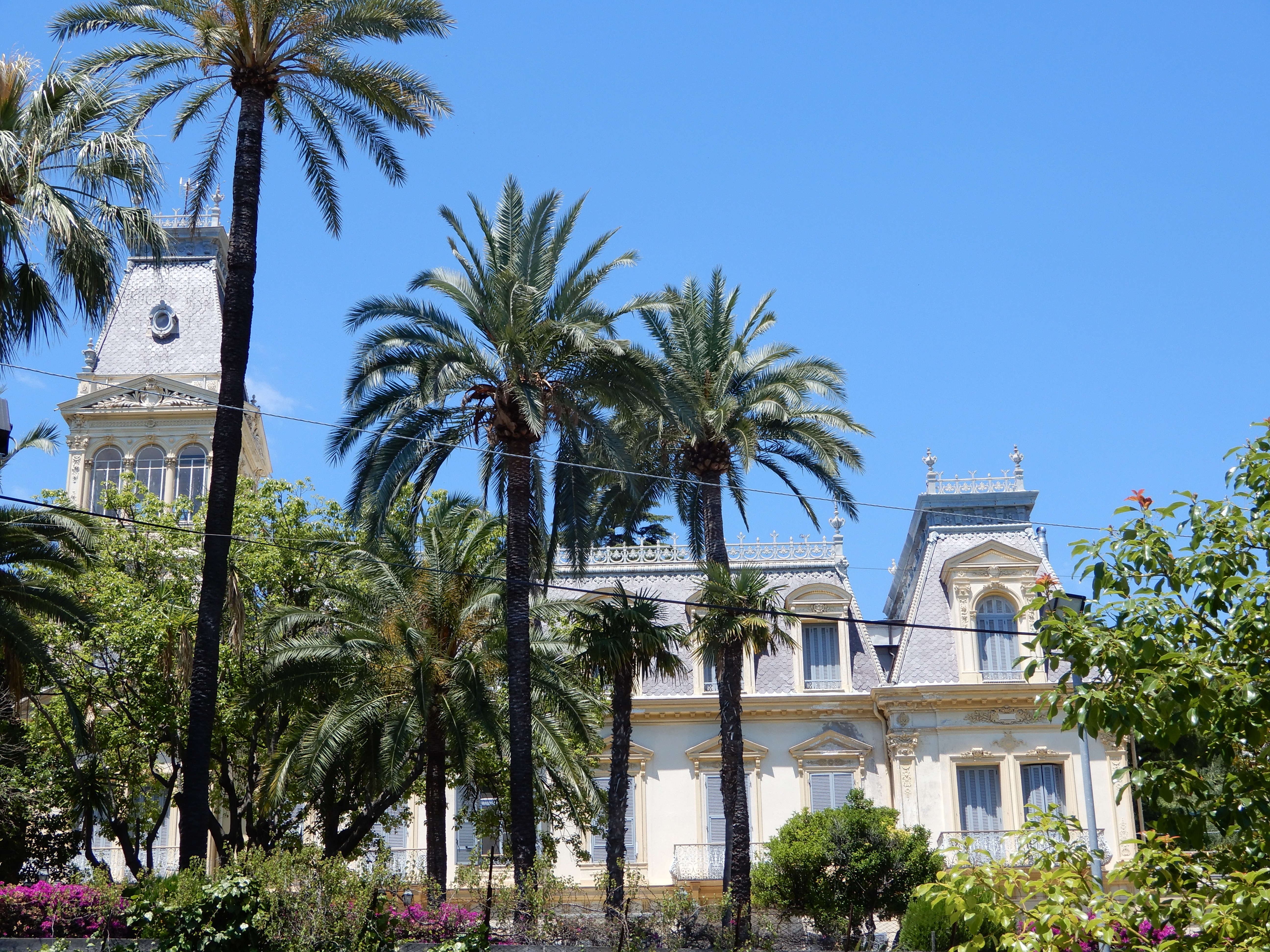
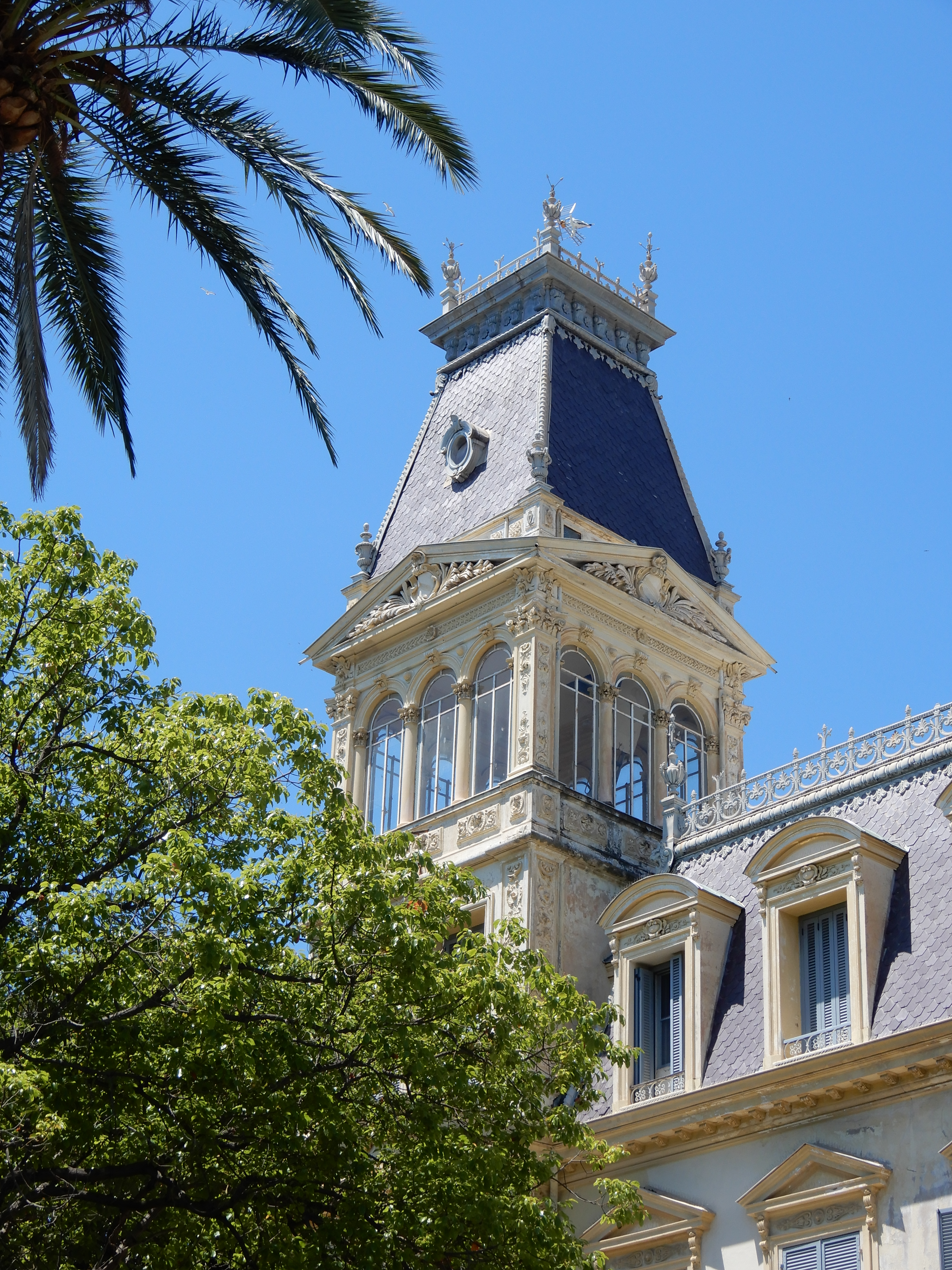